# Nyctibius leucopterus
Nyctibius leucopterus là một loài chim trong họ Nyctibiidae.